# 明徳公園
明徳公園（めいとくこうえん）は、愛知県名古屋市名東区の北東部にある緑地公園。
標高50 - 70mの丘陵に位置し、南北600m、東西400mに広がる。最高地点はからす山（標高72.6m）。南南東2kmほどに猪高緑地、南西2kmほどに平和公園がある。

## 沿革
- 1958年（昭和33年）2月15日 - 都市計画決定[1]。
- 2017年（平成29年） - この年までに大部分の区域が事業収束の予定[4]。
- 2038年（令和20年）以降 - 都市計画決定の区域のうち、南東の残部を事業着手予定[4]。

## 施設

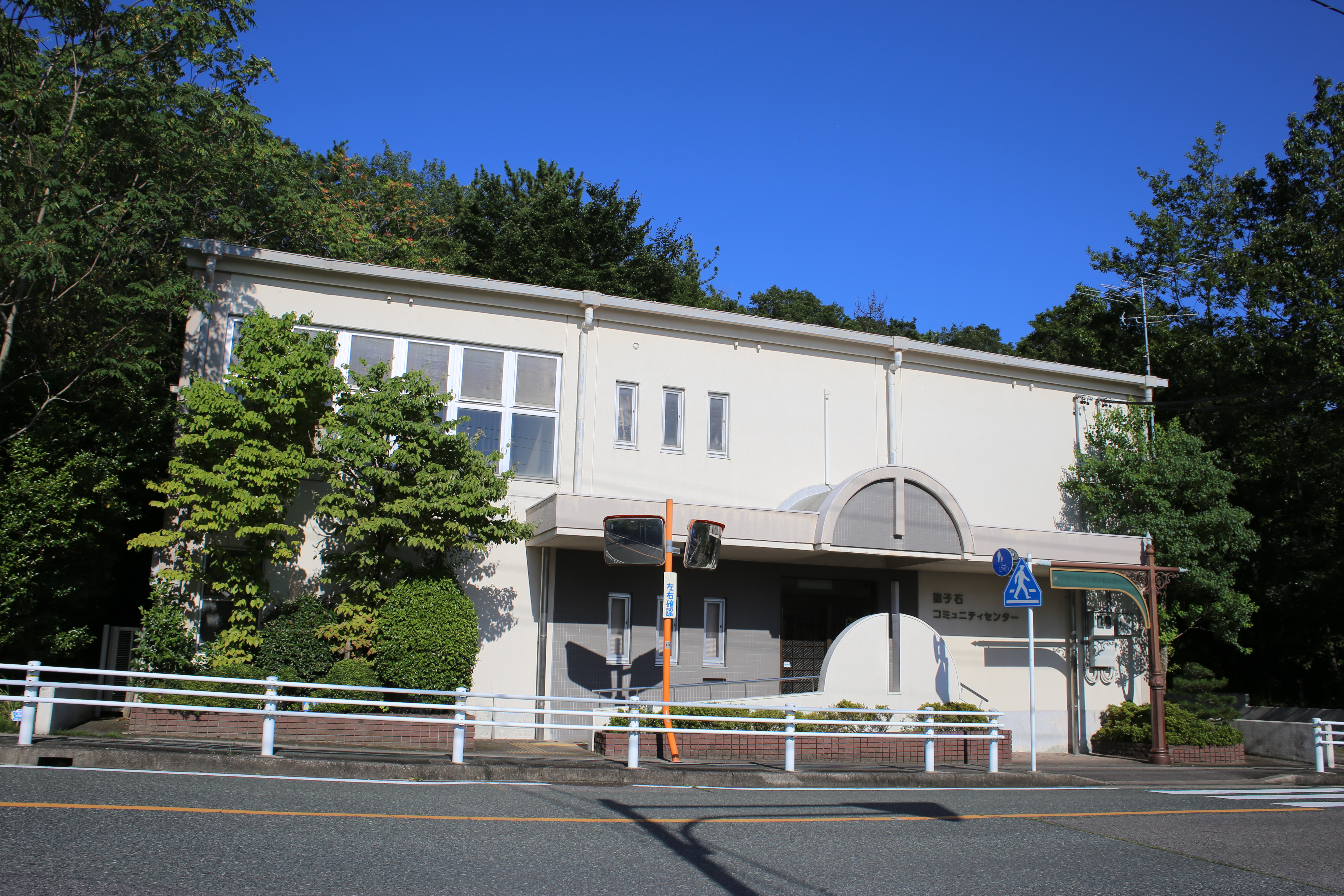
猪子石コミュニティセンター（2015年（平成27年）7月）

公園
北側に位置する。トイレが設置されている。
遊具広場
南側に位置する。
こどもキャンプ広場
水道設備およびトイレが設置されているが、かまどはない。また、利用に当たっては土木事務所に申込みが必要。
明徳池
ヘラブナ釣り、ザリガニ釣りができる。
からす山
散歩道
児童球戯場
野球やサッカー等も可。トイレが設置されている。
駐車場
北西側に位置する。
猪子石コミュニティーセンター
集会場所である。

## 所在地
愛知県名古屋市名東区猪高町大字猪子石字鰻廻間および同大字藤森字香流にまたがって所在する。

### 周辺の施設
- 名古屋市上下水道局猪高配水場
- 名古屋市立猪子石小学校
- 中電PG 猪高変電所
- 東名高速道路
- 愛知県道59号名古屋中環状線
- 愛知県道6号力石名古屋線

### 備考
学区では、猪子石学区・豊が丘学区に該当する。

## 最寄りの停留所
名古屋市営バス
- 本郷11号系統：「明徳池東」停留所・「明徳公園北」停留所下車[2]。
- 上社11号系統・名東巡回：「藤森一丁目」停留所下車[5]。